# La Belle Aventurière
Pour plus de détails, voir Fiche technique et Distribution.
La Belle Aventurière (The Gal Who Took the West) est un film américain réalisé par Frederick De Cordova et sorti en 1949.

## Synopsis
En 1949, un journaliste enquête en Arizona sur l'histoire de la famille O'Hara; aux archives du musée local, il préfère des témoignages recueillis auprès de témoins de l'époque encore en vie, en l'occurrence trois vieillards portés sur la bouteille dont les versions diffèrent quant aux motivations des protagonistes.
A la fin du XIXe siècle, la chanteuse Lilian Marlowe débarque de la diligence à la demande du vieux général O'Hara, prêt à débourser 10 000 dollars pour un simple spectacle, elle est rapidement confrontée à la rivalité de ses deux petits-fils, Grant et Lee, cousins ainsi baptisés par leur père aux vues divergentes lors de la Guerre de Sécession, et qui se vouent une haine farouche depuis leurs sept ans, divisant la région en deux camps. Pour arranger l'atmosphère déjà tendue, Lilian s'entiche des deux hommes.

## Fiche technique
- Titre : La Belle Aventurière
- Titre original : The Gal Who Took the West
- Réalisation : Frederick De Cordova
- Scénario et histoire : William Bowers et Oscar Brodney
- Production : Robert Arthur
- Société de production et de distribution : Universal Pictures
- Musique : Frank Skinner
- Affiche : Yves Corbassière (France)
- Photographie : William H. Daniels
- Montage : Milton Carruth
- Direction artistique : Robert F. Boyle et Bernard Herzbrun
- Décorateur de plateau : John P. Austin et Russell A. Gausman
- Costumes : Yvonne Wood
- Chorégraphe : Harold Belfer
- Pays de production :  États-Unis
- Langue : anglais
- Format : Technicolor - Son : Mono
- Genre : Western
- Durée : 84 minutes
- Dates de sortie : 
  - États-Unis : septembre 1949 ;
  - France : 5 juin 1953

## Distribution
- Yvonne De Carlo (VF : Françoise Gaudray) : Lilian 'Lily' Marlowe
- Charles Coburn (VF : Raymond Rognoni) : Général Michael O'Hara
- Scott Brady (VF : Raymond Loyer) : Lee (Louis en VF) O'Hara
- John Russell (VF : Jean-François Laley) : Grant O'Hara
- Myrna Dell : Nancy
- James Millican (VF : Jean-Henri Chambois) : Hawley
- Clem Bevans : Hawley
- Robert R. Stephenson : Ted
- Houseley Stevenson (VF : Camille Guérini) : Ted
- Robin Short (VF : Pierre Leproux) : Barman
- Russell Simpson (VF : Henry Valbel) : Barman
- John Litel (VF : Maurice Dorléac) : Colonel Logan
- James Todd (VF : Claude Péran) : Douglas Andrews
- Edward Earle (VF : Henry Darbrey) : M. Nolan
- Francis McDonald (VF : Georges Hubert) : un bouvier moustachu employé par Lee O'Hara
- William Haade : un employé de Lee
- Louise Lorimer : Mme Livia Logan